# Eskilstuna (comune)
Eskilstuna è un comune svedese di 96 081 abitanti, situato nella contea di Södermanland. Il suo capoluogo è la città omonima.

## Località
Nel territorio comunale sono comprese le seguenti aree urbane (tätort):
- Alberga
- Ärla
- Bälgviken
- Eskilstuna
- Hällberga
- Hällbybrunn
- Hållsta
- Kjulaås
- Kvicksund (parte)
- Skogstorp
- Sundbyholm
- Torshälla
- Torshälla huvud
- Tumbo
- Västra Borsökna

## Amministrazione

### Gemellaggi
- Esbjerg
- Neskaupstaður
- Haapsalu
- Jūrmala
- Jyväskylä
- Stavanger
- Erlangen
- Luton
- Gatchina
- Leopoli
- Bridgeton (New Jersey)
- Székesfehérvár